# Journal of Near-Death Studies
Il  Journal of Near-Death Studies  è una rivista accademica trimestrale sottoposta a revisione paritaria, pubblicata dalla International Association for Near-Death Studies.
Il primo caporedattore fu Kenneth Ring, al quale seguirono Bruce Greyson e, successivamente, Janice Holden. Fondato nel 1982 col nome di Anabiosis, il titolo della rivista fu modificato col nel 1985 col primo numero del sesto volume. Dal 1997 fino al volume 21 del 2003 la rivista fu pubblicata dalla Kluwer Academic Publishers (odierna Springer), prima di diventare la pubblicazione ufficiale dell'Associazione per gli studi di stati premorte.